# Wolfgang Nethöfel
Wolfgang Nethöfel (* 26. Mai 1946 in Oberhausen, Nordrhein-Westfalen) ist ein Professor für Sozialethik am Fachgebiet Evangelische Theologie der Philipps-Universität Marburg.

## Leben
Nach dem Studium der Evangelischen Theologie, Germanistik und Philosophie an der Ruhr-Universität Bochum und der Christian-Albrechts-Universität Kiel legt Nethöfel 1973 das Theologische Fakultätsexamen und 1974 die Erste Theologische Staatsprüfung in Deutsch und Evangelischer Religion ab. Mehrjährigen Studien in Paris (1974–1977) folgte eine wissenschaftliche Karriere an der Christian-Albrechts-Universität Kiel (1977–1980: wissenschaftlicher Assistent; 1980–1985: Hochschulassistent; 1985: Akademischer Rat; 1989: Akademischer Oberrat).
Dort wurde Nethöfel aufgrund einer bei Eberhard Wölfel erstellten systematisch-theologischen Arbeit („Strukturen existentialer Interpretation: Rudolf Bultmanns Johanneskommentar im Wechsel theologischer Paradigmen“) 1982 promoviert. Mit „Moraltheologie nach dem Konzil: Personen, Programme, Positionen“ erfolgte 1985 die Habilitation im Fach Systematische Theologie. Nach Lehraufträgen in Kiel, Frankfurt am Main und Hamburg wurde Nethöfel 1990 zum apl. Professor ernannt.
Ab 1991 Lehraufträge an der Universität Rostock, wo Nethöfel das „Institut für Wirtschafts- und Sozialethik“ (später: „Johann-Heinrich-von-Thünen-Institut für Wirtschafts- und Sozialethik“) gründete. Seit 1993 war Nethöfel Professor für Sozialethik an der Philipps-Universität Marburg, wo er 1997 das „Institut für Wirtschafts- und Sozialethik an der Philipps-Universität Marburg e.V.“ als Schwesterinstitut gründete.
Wolfgang Nethöfel ist Herausgeber der Buchreihe „Texte zur Wirtschafts- und Sozialethik“ im ebv Verlag (Hamburg/Berlin). sowie der Reihe „Netzwerk Kirche“, ebenfalls im eb-Verlag (Berlin).

## Theologische Hermeneutik – Evangelische Sozialethik
Die Nethöfelsche Theologie findet ihren Grundzug darin, die wechselseitige Herausforderung von aktuellen gesellschaftlichen Entwicklungen und christlichem Glauben in reformatorischer Zuspitzung ernst zu nehmen und konstruktiv-kritisch zu bearbeiten. Unter Aufnahme strukturalistischer und systemtheoretischer Argumentationen durchdringen sich fundamentaltheologische Hermeneutik (als präferentielle Innenreflexion) und Sozialethik (als extrinsische Bewährung), um mit solch methodischem Instrumentarium gewappnet und orientiert an emergenten Handlungs- und Problemfeldern dem state of the art in Naturwissenschaft, Technik und Ökonomie gerecht zu werden.
Mit den jeweiligen Schwerpunkten der Hermeneutik (im Verstehen) und der Sozialethik (in der Orientierungsberatung) will Nethöfel den Wechsel von der Leitmedienkonzeption der Gutenberg-Galaxis hin zu den Informations- und Kommunikationstechnologien nicht nur als kulturellen Abfall, sondern als Chance neuer Kommunikationswege ergreifen. Auch im jüngeren Arbeitsfeld der Nanotechnologie bzw. der Converging Technologies ist Nethöfels Blick geprägt von der Suche nach dem Neuartigen bzw. den kreativen Potenzialen dieser Entwicklung. Zugleich bringt er theologische Welt- und Lebensführungsdeutungen als kritische Grenze gegenüber allen Versuchen einer Absolutsetzung von Technik als Sinnsetzung ins Spiel. So bemüht sich Nethöfel, in organisationellen, ökonomischen und technologischen Innovationsprozessen (theologische) Ethik als kritisch-konstruktives Element fruchtbar zu machen. Das Nethöfelsche Konzept theologischer Ethik zeichnet sich daher durchgängig durch seine ausgeprägte Anwendungsorientierung aus.
Bei aller Bereitschaft, die Transformationen gesellschaftlicher Kommunikationen durch neue Techniken und Medien ernst zu nehmen, sieht Nethöfel gerade in der Face-to-face-Kommunikation, wie sie die Kirchen – auch über die Notwendigkeit, sich den neuen Herausforderungen zu stellen, hinaus – auszeichnet, geradezu ein Alleinstellungsmerkmal der christlichen Traditionsgemeinschaft in der Postmoderne. Die Notwendigkeit, sich die neuen Arbeitsfelder zu erschließen, darf nicht im Gegenzug dazu führen, die alten zu vernachlässigen. Aber auch dazu bedarf es einer Offenheit, sich neuen und nach Nethöfel heißt dies: adäquateren Formen der Kommunikation zuzuwenden.
Nethöfels Theologie stellt sich vor dem Hintergrund trinitätstheologischer Begründung schwerpunktmäßig als eine Theologie der Schöpfung dar, die in Theorie und Praxis das Axiom des christlichen Glaubens entfaltet: „das Wort ward Fleisch.“ (Joh 1,14)

## Werke (Auswahl)
- Strukturen existentialer Interpretation: Bultmanns Johanneskommentar im Wechsel theologischer Paradigmen, Göttingen 1983.
- Theologische Hermeneutik in der Postmoderne, in: Neue Zeitschrift für Systematische Theologie 29, 1987, S. 210–227.
- Creatio, Creatur, Creativitas. Im Spannungsfeld zwischen Schöpfungslehre und Kreativitätsforschung, in: Berliner Theologische Zeitschrift 5, 1988, S. 68–84.
- Theologische Hermeneutik. Vom Mythos zu den Medien, Neukirchener Beiträge zur Systematischen Theologie, Bd. 9, Neukirchen-Vluyn 1992.
- Vom Klingelbeutel zum Profit-Center, Hamburg 1997, zusammen mit Arnd Brummer.
- Ethik zwischen Medien und Mächten. Theologische Orientierung im Übergang zur Dienstleistungs- und Informationsgesellschaft, Neukirchen-Vluyn 1999.
- Internet für Theologen, Hamburg: Primus 2000, zusammen mit Paul Tiedemann
- Christliche Orientierung in einer vernetzten Welt, Neukirchen-Vluyn, 2001.
- zus. m. Klaus-Dieter Grunwald: Kirchenreform strategisch, Glashütten 2007.
- zus. m. Gerhard Regenthal: Christliche Identität profilieren. Corporate Identity im kirchlichen Bereich, Hamburg 2007.
- zus. m. Stefan Bölts: Aufbruch in die Region. Kirchenreform zwischen Zwangsfusion und profilierter Nachbarschaft, Hamburg 2008.